# Vallata
Vallata község (comune) Olaszország Campania régiójában, Avellino megyében.

## Fekvése
A település az Ufita folyó fekszik. Határai: Bisaccia, Carife, Guardia Lombardi, Scampitella és Trevico.

## Története
Noha a régészeti leletek tanúsága szerint a vidéket már az ókorban lakták (szamniszok, rómaiak) első írásos említése 1143-ból származik, amikor normann hűbéri birtok volt. A 19. században nyerte el önállóságát, amikor a Nápolyi Királyságban felszámolták a feudalizmust.

## Népessége
A népesség számának alakulása:

## Főbb látnivalói
- San Bartolomeo-templom
- San Vito-templom
- Santa Maria-templom